# Crypthelia tenuiseptata
Crypthelia tenuiseptata är en nässeldjursart som beskrevs av Stephen D. Cairns 1986. Crypthelia tenuiseptata ingår i släktet Crypthelia och familjen Stylasteridae. Inga underarter finns listade i Catalogue of Life.